# Kristian Kjelling
Kristian Cato Walby Kjelling (ur. 8 września 1980 w Oslo) – norweski piłkarz ręczny, wielokrotny reprezentant kraju, gra na pozycji rozgrywającego. Obecnie występuje w duńskim AaB Håndbold.

## Sukcesy
- 2001: wicemistrzostwo Norwegii
- 2005: puchar EHF
- 2010: mistrzostwo Danii